# Mirto (Sicília)

Ubicació de Mirto dins de la província

Mirto (sicilià Mirtu) és un municipi italià, dins de la ciutat metropolitana de Messina. L'any 2008 tenia 1.073 habitants. Limita amb els municipis de Capo d'Orlando, Capri Leone, Frazzanò, Naso i San Salvatore di Fitalia.

## Administració
| Període | Identitat     | Partit        |
| ------- | ------------- | ------------- |
| 2006-   | Rosalia Lanza | Llista cívica |